# Pigafetta elata
Pigafetta elata là loài thực vật có hoa thuộc họ Arecaceae. Loài này được (Mart.) H.Wendl. miêu tả khoa học đầu tiên năm 1878.